# フィニンゲン
フィニンゲン (ドイツ語: Finningen) は、ドイツ連邦共和国バイエルン州シュヴァーベン行政管区のディリンゲン・アン・デア・ドナウ郡に属す町村（以下、本稿では便宜上「町」と記載する）である。

## 地理
フィニンゲンはアウクスブルク地方に位置する。
この町は3つのゲマインデタイル（村落、集落、開墾地などの小地区）からなる。
- ブルネンミューレ
- フィニンゲン
- メルスリンゲン

ゲマルクング（合併前の旧自治体にあたる地区）は、メルスリンゲン、オーバーフィニンゲン、ウンターフィニンゲンの3地区である。

## 歴史
フィニンゲンはアウクスブルク聖ウルリヒおよびアフラ帝国修道院領に属していた。この町はバイエルン選帝侯領の一部で、閉じたホーフマルク（下級裁判権を有する小領主が領邦領主に従属する形の荘園）を形成していたが、1803年に修道院が廃止された。バイエルン王国の行政改革にともなう1818年の自治体令によって、自治体オーバーフィニンゲンとウンターフィニンゲンが成立した。

### 町村合併
バイエルン州の地域再編に伴い、1974年1月1日にオーバーフィニンゲンとウンターフィニンゲンが合併して新たな自治体フィニンゲンが成立した。1878年5月1日メルスリンゲンがこれに加わった。

## 住民

### 人口推移
この町の人口は、1988年から2018年までの間に1430人から1710人へ、280人、約 19.6 % 増加した。
| 年         | 1961 | 1970 | 1987 | 1991 | 1995 | 2000 | 2005 | 2010 | 2015 | 2020 |
| ---------- | ---- | ---- | ---- | ---- | ---- | ---- | ---- | ---- | ---- | ---- |
| 人口（人） | 1263 | 1317 | 1402 | 1477 | 1528 | 1574 | 1630 | 1646 | 1677 | 1745 |

## 行政
この町は、ヘーヒシュテット・アン・デア・ドナウ行政共同体に加わっている。

### 議会
この町の町議会は、第一町長と12議席の町議会議員で構成されている。

### 首長
2008年からクラウス・フリーゲル (Mörslinger Liste) が第一町長を務めている。彼は2020年3月15日の選挙で 81.0 % の支持票を得て、さらに6年間の任期を得た。

### 紋章
図柄: 左右二分割。向かって左は頂部は黒地に6つの突起がある金色の星が3つ横に並んでいる。その下は金字に青いユニコーン。向かって右は赤地。やや下寄りに銀の横帯、その中にゴシック風の大文字 A。その上に胸壁のある金の円塔。
解説: ユニコーンは、1268年から1360年に地元貴族として記録が残るフィニンゲン家の紋章から採られた。アウクスブルクの聖ウルリヒおよびアフラ修道院がオーバーフィニンゲンとウンターフィニンゲンの所領の大部分を獲得した。ヨハン・ホーエンシュタイナー修道院長の下で1443年に町域の土地買収が決定された。3つの星はこれを記念し、この修道院長の個人的な紋章から採られた。向かって右側はメルスリンゲンの紋章である。メルスリンゲンの領主権は14世紀にアルトハイム家が有していた。その館はゴルトブルク（直訳: 金の城）と呼ばれ、集落の北東のゴルトベルクにあった。紋章ではゴシック風の大文字Aが記された横帯とともに描かれている。紋章の図柄と秦の城はメルスリンゲンにとって重要なこの貴族家を記念したものである。
この紋章は1986年に認可された。

## 経済と社会資本

### 経済
統計局によれば、2022年現在、製造業に156人、商業および交通業に36人の社会保険支払い義務のある就労者がいる。その他の経済分野には18人の社会保険支配義務のある就労者がいる。町内に住む社会保険支払い義務のある就労者は826人である。2020年には36軒の農家があり、農業用地は 1506 ha である。このうち 290 ha が農耕地、1215 ha が牧草地である。

### 教育
2021年現在、フィニンゲンには以下の施設がある。
- 児童施設 2か所: 定員99に対して100人が在籍している[11]。

フィニンゲンは、学校連盟「ヘーヒシュテット・アン・デア・ドナウ基礎課程・中等学校」に加盟している。